# Chonas-l'Amballan
Chonas-l'Amballan is een gemeente in het Franse departement Isère (regio Auvergne-Rhône-Alpes). De plaats maakt deel uit van het arrondissement Vienne. Chonas-l'Amballan telde op 1 januari 2022 1.691 inwoners.

## Geografie
De oppervlakte van Chonas-l'Amballan bedroeg op 1 januari 2022 7,41 vierkante kilometer; de bevolkingsdichtheid was toen 228,2 inwoners per km².

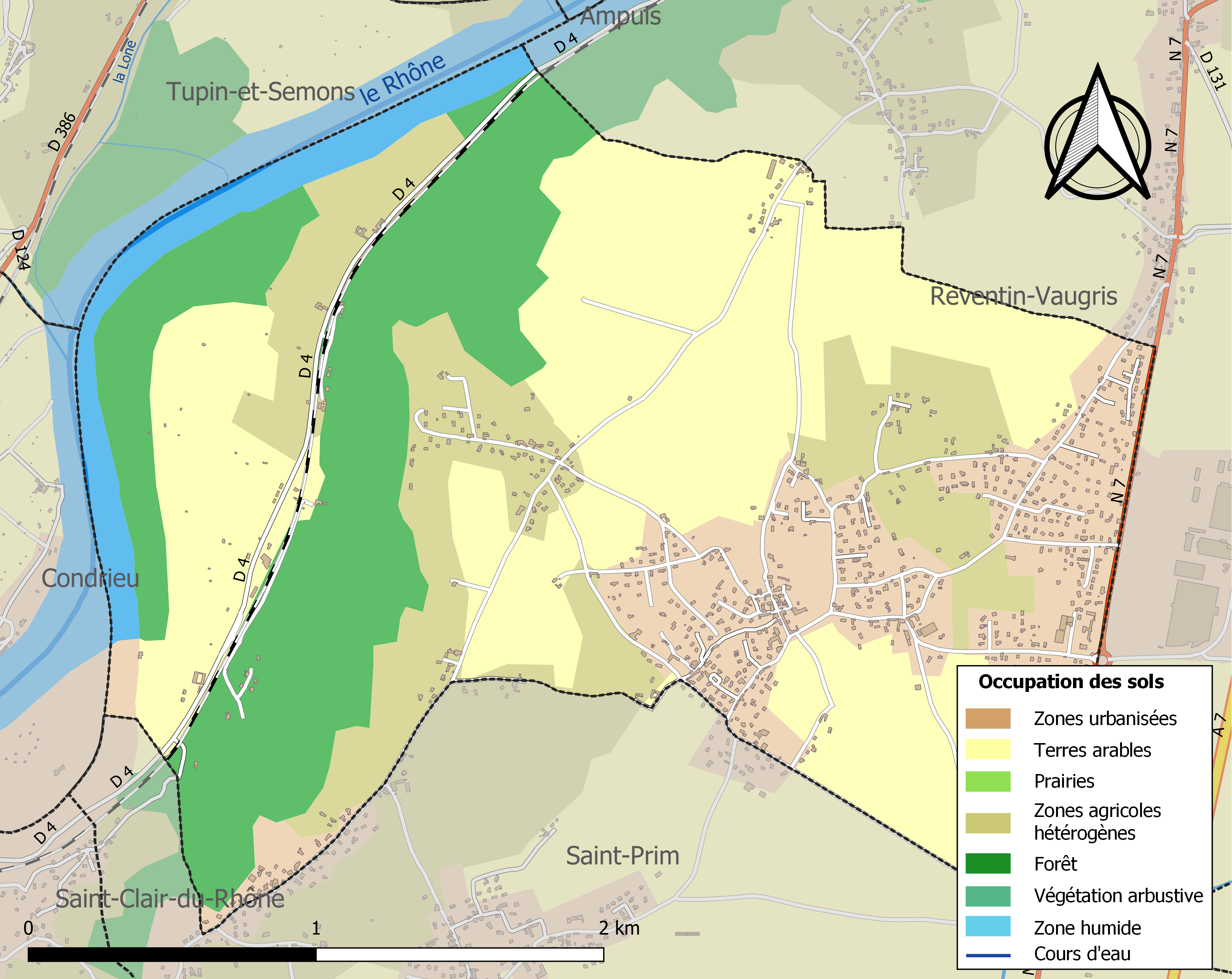
Kaart van de gemeente met de belangrijkste infrastructuur, bodemgebruik en omliggende gemeenten

## Demografie
Onderstaande figuur toont het verloop van het inwonertal (bron: INSEE-tellingen).